# ほんとうに怖い童話
『ほんとうに怖い童話』（ほんとうにこわいどうわ）は、ぶんか社の発行する女性向けの月刊漫画雑誌。
2000年に創刊。発売日は創刊以来長らく24日であったが、2013年8月以降は17日に変更となった。
誌名の通り童話をモチーフとする他、歴史上の事件や人物を取り上げたり、実在事件などを題材とする場合もある。出版元によるキャッチコピーは「血まみれ童話と残酷実在事件が満載!」（2012年 - 2013年）や「童話に秘められた女の醜悪ドラマ!」（2014年）などとなっている。
なお、Amazon.co.jpでの書籍紹介では「大人のための哀しく美しいメルヘン」とされていた。